# LEDBAT
Low Extra Delay Background Transport (LEDBAT) és una manera de transferir dades a Internet ràpidament sense obstruir la xarxa. LEDBAT va ser inventat per Stanislav Shalunov i és utilitzat per Apple per a actualitzacions de programari, per BitTorrent per a la majoria de les seves transferències i pels punts de distribució de programari SCCM de Microsoft. En un moment determinat, es va estimar que LEDBAT transportava entre el 13 i el 20% del trànsit d'Internet. LEDBAT és un algorisme de control de congestió basat en retards que utilitza tot l'ample de banda disponible alhora que limita l'augment del retard; ho fa mesurant el retard unidireccional i utilitzant canvis en les mesures per limitar la congestió que el propi flux LEDBAT indueix a la xarxa. LEDBAT es descriu a RFC 6817.

## Objectius de disseny
El control de la congestió LEDBAT té els objectius següents:
1. Utilitzeu tot l'amplada de banda disponible i per mantenir un retard de cua baix quan no hi hagi cap altre trànsit,
2. Limiteu el retard de la cua que s'afegeix al induït per un altre trànsit, i
3. Per cedir ràpidament als TCP estàndard que comparteixen el mateix enllaç coll d'ampolla.

## Implementacions i desplegament
Les dues implementacions principals són uTP de BitTorrent i com a part de TCP d'Apple. BitTorrent utilitza uTP per a la majoria del trànsit i fa que el codi estigui disponible sota una llicència de codi obert. Apple utilitza LEDBAT per a les actualitzacions de programari perquè les descàrregues de programari grans a ordinadors macOS i dispositius iOS no interfereixin amb les activitats normals dels usuaris; Apple també posa a disposició el codi font.
Les dues implementacions anteriors tenen com a objectiu limitar el retard de la cua de xarxa a 100 ms. Aquest és el màxim que permet el protocol estandarditzat. Si un utilitzés un valor més baix, es moriria de fam quan l'altre estigués en ús.
L'actualització d'aniversari de Windows 10 va introduir suport per a LEDBAT mitjançant l'opció de sòcol no documentat com a mòdul experimental de control de congestió TCP de Windows i Windows Server 2019.